# ADAT2
ADAT2 (англ. Adenosine deaminase, tRNA specific 2) – білок, який кодується однойменним геном, розташованим у людей на 6-й хромосомі. Довжина поліпептидного ланцюга білка становить 191 амінокислот, а молекулярна маса — 21 046.
| 10         |  | 20         |  | 30         |  | 40         |  | 50         |
| ---------- |  | ---------- |  | ---------- |  | ---------- |  | ---------- |
| MEAKAAPKPA |  | ASGACSVSAE |  | ETEKWMEEAM |  | HMAKEALENT |  | EVPVGCLMVY |
| NNEVVGKGRN |  | EVNQTKNATR |  | HAEMVAIDQV |  | LDWCRQSGKS |  | PSEVFEHTVL |
| YVTVEPCIMC |  | AAALRLMKIP |  | LVVYGCQNER |  | FGGCGSVLNI |  | ASADLPNTGR |
| PFQCIPGYRA |  | EEAVEMLKTF |  | YKQENPNAPK |  | SKVRKKECQK |  | S          |

A: Аланін

C: Цистеїн

D: Аспарагінова кислота

E: Глутамінова кислота

F: Фенілаланін

G: Гліцин

H: Гістидин

I: Ізолейцин

K: Лізин

L: Лейцин

M: Метіонін

N: Аспарагін

P: Пролін

Q: Глутамін

R: Аргінін

S: Серин

T: Треонін

V: Валін

W: Триптофан

Кодований геном білок за функцією належить до гідролаз. 
Задіяний у таких біологічних процесах, як процесинг тРНК, альтернативний сплайсинг. 
Білок має сайт для зв'язування з іонами металів, іоном цинку. 